# Stock Picking
Als Stock Picking wird das gezielte Investieren in einzelne, börsennotierte Unternehmen bezeichnet. Durch Auswahl von Aktien nach bestimmten Kriterien wird versucht, eine überdurchschnittliche Rendite zu erzielen. Stock Picking kann unter anderem Bestandteil der Anlagestrategien Value Investing, Quality Investing oder Growth Investing sein.
Das Gegenteil zum Stock Picking ist das Investieren in den Gesamtmarkt, zum Beispiel durch Kauf von Indexfonds oder -zertifikaten; eine Alternative ist der Kauf gemanagter Aktienfonds, die ggf. ihrerseits wiederum Stock Picking betreiben.

## Auswahlkriterien
Es gibt zahlreiche mögliche Kriterien, nach denen eine Aktienauswahl erfolgen kann. Beim Value Investing können zum Beispiel Kennziffern wie das Kurs-Gewinn-Verhältnis (KGV), die Dividendenrendite oder das Verhältnis zwischen Börsenwert und Discounted Cash-Flow herangezogen werden. Der bekannte Investor Warren Buffett legt Wert auf eine starke Alleinstellung und eine hohe Eigenkapitalrendite der Unternehmen, während der erfolgreiche Fondsmanager Peter Lynch Unternehmen mit niedrigem KGV, langweiligem Firmennamen und sparsam eingerichteter Firmenzentrale bevorzugte.
Auch die Branche des Unternehmens, aktienbezogene Stimmungsindikatoren oder charttechnische Signale können herangezogen werden.

## Wissenschaftliche Bewertung
Das Stock Picking steht im Widerspruch zur Markteffizienzhypothese, welche besagt, dass risikobereinigt durch die Auswahl einzelner Aktien keine Überrendite erzielt werden kann.
Eine Meta-Studie von Tweedy, Brown Company LLC kam zu dem Schluss, dass es durch Kombination verschiedener Kriterien und im Gegensatz zu den Aussagen mancher Verfechter der Markteffizienzhypothese möglich sei, besonders preiswerte Aktien auszuwählen, mit denen wahrscheinlich außergewöhnliche Renditen erzielbar seien.